# اچ‌ام‌اس بیگل (ای۳۱۹)
اچ‌ام‌اس بیگل (ای۳۱۹) (به انگلیسی: HMS Beagle (A319)) یک کشتی بود که طول آن ۱۸۹٫۶ فوت (۵۷٫۸ متر) بود. این کشتی در سال ۱۹۶۷ ساخته شد.